# Brachymeria kivuensis
Brachymeria kivuensis är en stekelart som först beskrevs av Schmitz 1946.  Brachymeria kivuensis ingår i släktet Brachymeria och familjen bredlårsteklar. Inga underarter finns listade.